# کارین گیندت
کارین گیندت (انگلیسی: Carine Gindt؛ زادهٔ ۲۳ ژوئن ۱۹۷۲) بازیکن فوتبال اهل لوکزامبورگ است.
وی همچنین در تیم ملی فوتبال Luxembourg بازی کرده‌است.